# گسل (مجموعه تلویزیونی)
گسل نام مجموعه تلویزیونی به کارگردانی علیرضا بذرافشان و تهیه‌کنندگی محسن چگینی می‌باشد. این مجموعه تلویزیونی ۴۰ قسمتی در تابستان ۱۳۹۶ از شبکه یک سیما پخش شد.

## خلاصه داستان
محسن اعتبار (بیژن امکانیان) معاون وزیر منابع و انرژی‌های پاک (معادل وزارت نیرو) در پی رسوایی مربوط به سد کوروچ، داوطلبانه از سمت خود استعفا می‌کند اما در این بین به ناگاه متوجه توطئه‌ای بزرگ می‌شود. او به همراه محافظش ارشیا مبتنی (سام درخشانی) در راه پرده‌برداری از این توطئه، درگیر موقعیت‌هایی طنز می‌شود.

## بازیگران
| نام بازیگر      | نقش                  | توضیح                                                             |
| --------------- | -------------------- | ----------------------------------------------------------------- |
| سام درخشانی     | ارشیا مبتنی          | محافظ معاون وزیر                                                  |
| بیژن امکانیان   | محسن اعتبار          | معاون وزیر منابع و انرژی‌های پاک                                   |
| ستاره حسینی     | مرضیه اعتبار         | دختر محسن و لیلا، معشوقه ارشیا                                    |
| فلور نظری       | لیلا اعتبار          | همسر محسن، مادر مرضیه، امیر و کاوه                                |
| مهتاج نجومی     | ارشی‌مامان            | مادر ارشیا و مادر رضاعی شوکت                                      |
| محمد فیلی       | حاج‌ محمود اعتبار     | پدر محسن و فرصت                                                   |
| شبنم فرشادجو    | فرصت اعتبار          | دختر حاج محمود، خواهر محسن                                        |
| سامان دارابی    | شوکت کامل            | برادر رضاعی ارشیا                                                 |
| نیکی محرابی     | تهمینه فرهمند        | دختر دکتر یدالله فرهمند، گزینه موردنظر ارشی مامان برای همسری شوکت |
| افشین نخعی      | دکتر یدالله فرهمند   | کارشناس وزارت، پدر تهمینه                                         |
| محمدمهدی احدی   | امیر اعتبار          | پسر محسن و لیلا                                                   |
| طوفان مهردادیان | راننده نیسان آبی     | سردسته کروچی‌ها                                                    |
| محمدعلی تقوی    | کاظم ارزنده          | مدیرکل وزارتخانه                                                  |
| سیروس میمنت     | فرتوت                | رئیس بخش بایگانی وزارتخانه                                        |
| اصغر حیدری      | کشفیان               | دزد ماشین دکتر اعتبار، عضو باند پولشویی                           |
| امین سیدی       |                      | دوست کشفیان                                                       |
| مرتضی کاظمی     | نادر دواتچی          | حساب‌دار فرصت، عضو باند پولشویی                                    |
| مرتضی علی‌آبادی  | صادق‌ قوام‌آبادی       | از اعضای باند پولشویی                                             |
| نیلوفر افشار    | خانم سلطان‌پور        |                                                                   |
| رضا کریمی       | چیز‌جان               | مامور امنیتی، راننده معاون وزیر انرژی                             |
| بهروز مهدوی     |                      |                                                                   |
| حامد وحید       |                      | پاسبان سر کوچه                                                    |
| پروین ملکی      | کشفی‌مامان            | مادر کشفیان                                                       |
| یونا تدین       | کاوه اعتبار          | پسر محسن و لیلا                                                   |
| رامتین خداپناهی | رضا پور سلیم         | رئیس دفتر محسن                                                    |
| تیرداد کیایی    | مراد معروف به دم‌اسبی | رئیس باند پولشویی                                                 |